# Musica nella civiltà romana

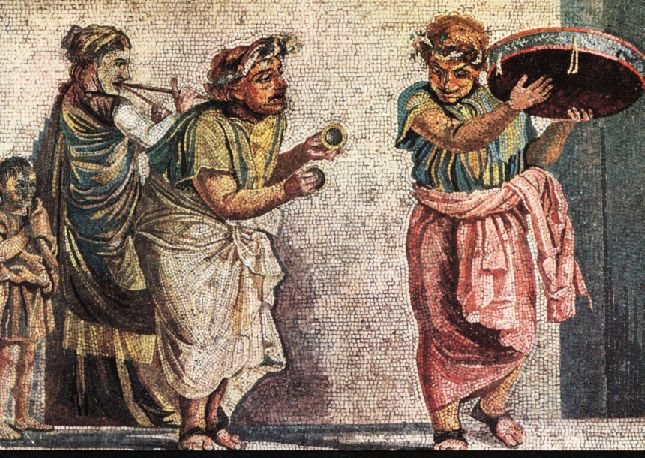
Trio di musicisti che sta suonando un aulos, un cimbalo, e un timpano (mosaico di Pompeii)

La musica nella civiltà romana fu un fenomeno culturale importante dai tempi antichi della storia romana fino alla caduta dell'Impero romano. La musica era in uso ai funerali, e la tibia (simile all'Aulos greco), uno strumento a fiato, era suonata a sacrifici per allontanare gli influssi negativi. La canzone (carmen) era parte integrante di quasi ogni occasione sociale. Il Carmen saeculare di Orazio, per esempio, fu commissionata da Augusto e fu eseguita da un coro misto per bambini ai Giochi secolari (Ludi Saeculares) nel 17 a.C.. Sotto l'influenza della teoria antica greca, la musica fu pensata per riflettere la regolarità del cosmo, e venne associata in particolare con la matematica e la conoscenza.
Nel periodo dell'età regia (753-509 a.C.) e nella prima parte dell'età repubblicana si sviluppano a Roma forme di canto monodico e corale di cui, però, non ci restano significative testimonianze. Le composizioni riguardavano carmi sacrali (Carmen Fratrum Arvalium, Carmen Saliare), carmi conviviali di argomento epico-storico (carmina convivalia), carmi in onore di generali vittoriosi (carmina triumphalia), lamentazioni funebri (neniae); tutti questi carmi erano accompagnati con il classico e più diffuso strumento della civiltà romana, la tibia.
La musica etrusca ebbe un'influenza sulla musica più antica dei Romani. Durante il periodo imperiale, i Romani portarono la loro musica alle province, mentre le tradizioni dell'Asia Minore, del Nord Africa e della Gallia divennero parte integrante della cultura romana. Inoltre, musica e teatro a Roma subirono enorme trasformazione quando venne a contatto con la cultura greca attraverso il procedimento della "contaminatio" che struttura un teatro tragico e comico in lingua latina ma modellato sullo stile greco.
La musica accompagnava gli spettacoli e gli eventi nelle arene, e faceva parte dello spettacolo chiamato pantomimus, una prima forma di balletto narrativo che combinava danza espressiva, musica strumentale e un libretto cantato.

## Notazione musicale

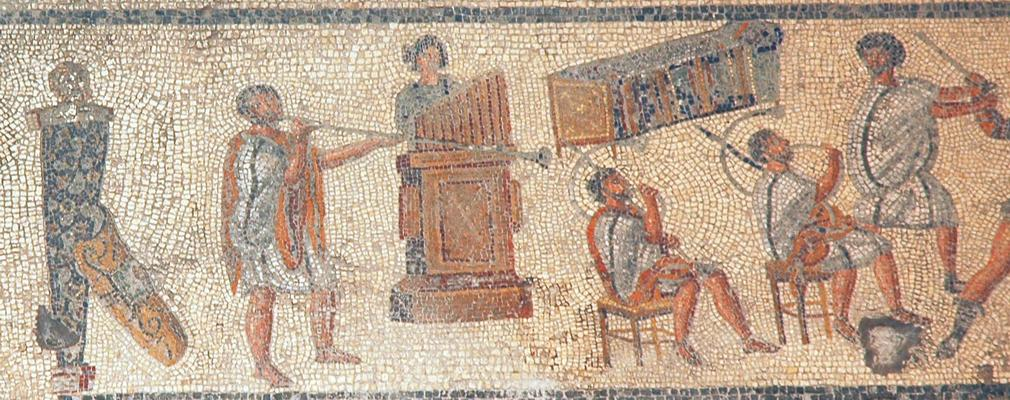
Musicisti in un dettaglio dal Mosaico di Zliten (II secolo d.C.), originariamente rappresentati mentre accompagnano un combattimento fra gladiatore e rappresentazioni con gli animali feroci nell'arena: da sinistra, la tuba, lorgano, e due corni

I Romani potrebbero aver preso in prestito il metodo greco di 'notazione enchiriadic' per registrare la loro musica, ma forse non utilizzavano nessun tipo di notazione musicale. Quattro lettere (in inglese notazione 'A', 'G', 'F' e 'C') indicavano una serie di quattro toni successivi. Segni ritmici, scritti sopra le lettere, indicavano la durata di ogni nota.
Nessun musicista è raffigurato nelle opere d'arte mentre legge la musica e non è stato ancora scoperto nessun esempio scritto della musica romana. I Romani potrebbero aver accordato i loro strumenti sulle scale greche.

## Strumenti
L'arte romana raffigura vari strumenti a fiato, «ottoni», percussioni e strumenti a corda. Gli strumenti in stile romano si trovano in parti dell'Impero dove non erano costruiti. Questo indica che la musica faceva parte degli aspetti della cultura romana che si diffusero in tutte le province.

### Strumenti a fiato

#### La tuba
La tuba romana era una lunga e dritta tromba di bronzo con un bocchino conico staccabile come quello del moderno corno francese. Esemplari ancora oggi esistenti sono lunghi circa 1,3 metri, e hanno fori cilindrici dal boccaglio al punto in cui diventa a campana bruscamente, simile alla moderna tromba dritta vista nelle presentazioni di musica d'epoca. Dal momento che non vi erano le valvole, la tuba era capace di riprodurre solo una singola serie di note che probabilmente suonerebbe familiare per l'orecchio moderno, dati i limiti di acustica musicale per strumenti di questa costruzione. In campo militare, è stata utilizzata per le «marce militari». La tuba è anche raffigurata nell'arte, per esempio in mosaici mentre accompagna i giochi (ludi) ed eventi di spettacolo.

#### Il cornu
Il cornu (in italiano «corno») era un lungo strumento a fiato in metallo di forma tubolare che girava intorno al corpo del musicista con una forma simile a una 'G' maiuscola. Aveva un foro conico (anche questo simile a un corno francese) e un bocchino conico. Può essere difficile da distinguere dalla buccina. Il cornu è stato utilizzato per i segnali militari e in parata. Il cornicen era un segnale militare ufficiale che trasformava gli ordini in chiamate. Come la tuba, il cornu appare anche come accompagnamento per eventi pubblici e spettacoli dove usualmente era accompagnato dall'organo.

#### La tibia
La tibia (in greco «aulos») ai giorni nostri corrisponde al flauto ed al clarinetto. Di solito doppia, aveva due tubi con doppie ance (come in un oboe moderno), non uniti ma generalmente suonati con una fascia per la bocca per tenere entrambi i tubi costantemente tra le labbra del suonatore.  Studi moderni affermano che essa produceva un suono basso simile a quello del clarinetto. Vi è una certa confusione circa l'esatta natura dello strumento.

#### Altro
- L'askaules era un genere di cornamusa.
- Esistevano diverse versioni del flauto moderno e del flauto di Pan.

### Strumenti a corda

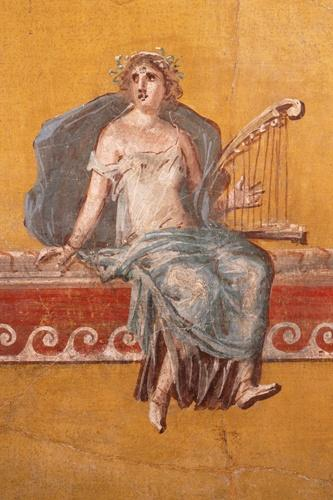
Affresco romano del I secolo d.C. di una suonatrice dell'arpa

#### La lira
La lira, presa in prestito dai Greci, era essenzialmente un primitivo tipo di arpa, con una cornice di legno o di guscio di tartaruga e vari numeri di fili tesi da una barra trasversale al corpo sonoro. La lira si teneva o si faceva ondeggiare con un braccio e una mano e suonata con l'altra mano.

#### La cetra
I Romani gradualmente abbandonarono la lira a favore della sofisticata cetra, uno strumento più grande, con una cornice a forma di scatola con corde tese dalla traversa in alto fino alla cassa di risonanza in basso. Era tenuta in posizione verticale e suonata con il plettro. Le corde erano accordabili regolando cunei di legno lungo la traversa.

#### Il liuto
Il liuto, il vero precursore della chitarra (chitara), è considerato uno strumento medievale ma era suonato già dagli antichi romani. Il liuto romano aveva tre corde e non era tanto popolare quanto la lira o la cetra, ma era più facile da suonare.

#### La chitara

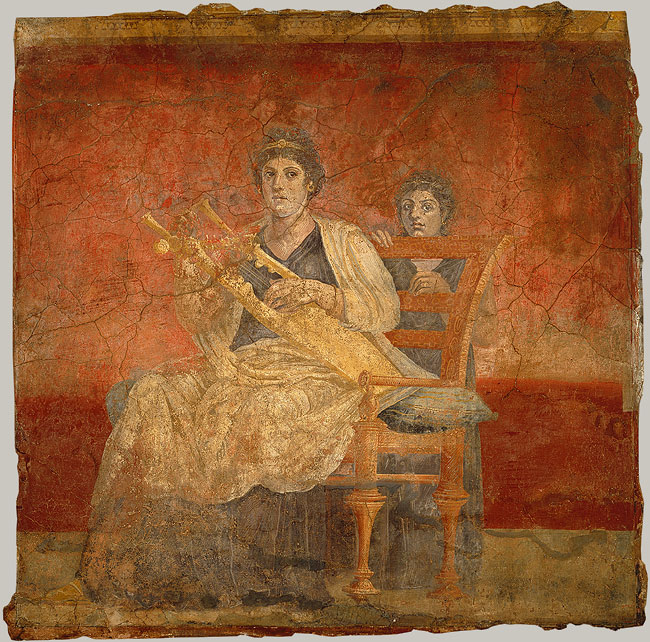
Donna che suona una chitara.

Si differenziava dalla lira per la costruzione interamente lignea. Vi erano varie versioni, che differenziavano in forma e dimensioni di cassa e braccia. Veniva suonata con plettri e dita, ed era fissata al collo del suonatore con una cinghia, in maniera analoga alle attuali chitarre. Dalla chitara deriva la nostra parola "chitarra" anche se la chitarra come strumento è evoluta più direttamente dal liuto. Come altri strumenti, essa proveniva originariamente dalla Grecia e le immagini greche ritraggono le citharas più elaboratamente costruite.

### L'organo

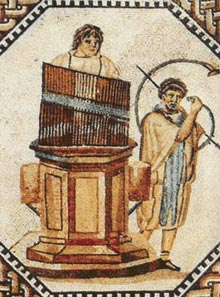
Suonatori di organo a canne e cornu su un mosaico di Nennig, Germania

L'organo a canne è stato «una delle più significative realizzazioni tecniche e musicali dell'antichità».
Il funzionamento di questo strumento si basa essenzialmente sull'aria compressa generata da una coppia di mantici posti sul retro dello strumento la quale, attraverso un condotto detto "portavento" viene convogliata all'interno del somiere, ovvero una cassa ermetica sopra la quale erano posizionate le canne. Il passaggio dell'aria attraverso queste ultime avveniva attraverso delle valvole collegate direttamente alla tastiera e alla pedaliera. Le canne erano ordinate in  registri, azionabili separatamente e comandati dall'organista mediante appositi tiranti posti al lato della tastiera.
Il primo a citare l'organo nell'antica Roma è Cicerone, il quale lo descrive (siamo verso il 75 a.C.) come uno strumento musicale che egli scopre durante un suo viaggio in Grecia ed Asia Minore. Questo particolare ci fa capire che a quell'epoca l'organo a Roma è ancora praticamente sconosciuto. Ritroviamo poi l'organo citato da Seneca e sappiamo che Nerone nel 67 d.C. fece personalmente una pubblica dimostrazione del funzionamento di un organo che, per quanto sappiamo dalle descrizioni, era già dotato di due tastiere, una pedaliera scavezza e presentava un discreto numero di registri. A questo periodo risalgono inoltre diverse monete commemorative coniate in occasione di spettacoli di gladiatori in cui sono raffigurati strumenti dell'epoca e da cui si traggono diverse utili indicazioni di carattere visivo che ci aiutano molto a capire come fossero gli organi romani di quel tempo. Molte utili indicazioni si traggono inoltre dai mosaici dell'epoca e da diverse sculture, tra cui, curiosissime, diverse lampade ad olio per uso casalingo che raffigurano, appunto, un organo. Questi strumenti nella Roma di Nerone erano molto apprezzati e venivano costruiti in due modelli. Il modello più grande, che veniva impiegato negli anfiteatri era solitamente dotato di una tastiera di circa tre ottave e di una pedaliera, arrivava ad avere anche una decina di registri costituiti per lo più da ancie e dal timbro molto potente e spiccato. Il modello, per così dire, "casalingo", e che veniva impiegato nei teatri e nei saloni delle dimore patrizie, era più piccolo ed aveva meno registri, per lo più costituiti da canne ad anima ed il cui suono era molto più dolce ed adatto all'intrattenimento privato.

### Strumenti a percussione

#### Lo scabellum
Lo scabellum era un dispositivo di legno o di metallo a cerniera usato per battere il tempo.

#### Il sistrum
Il sistrum era un sonaglio composto da anelli infilati attraverso i buchi di un telaio metallico, che era spesso utilizzato per scopi rituali.

#### I cymbali
I cymbala (lat. plurale di «cymbalum», dal greco «kymbalon») erano piccoli cembali: dischi metallici con centri concavi e bordi girati, venivano usati in coppie e si facevano sbattere l'uno contro l'altro.

#### Altro
Batterie e strumenti a percussione come i timpani e le nacchere, il sistrum egiziano e pentole di bronzo, nella Roma antica erano usati in vari concerti ma avevano anche altri scopi:
- accompagnamento alla danza ritmica
- contributo a riti celebrativi come i Baccanali
- usi militari
- scacciare le prede dalle tane
- controllo delle api negli alveari

La musica romana era caratterizzata da un ritmo costante, senza dubbio ottenuto attraverso l'uso di percussioni e l'effetto a percussione ottenuto battendo le mani e i piedi. I musicisti egizi spesso tenevano il tempo schioccando le dita.
Inoltre, c'erano vari sonagli, campanelli e tamburelli.

## La musica nella società

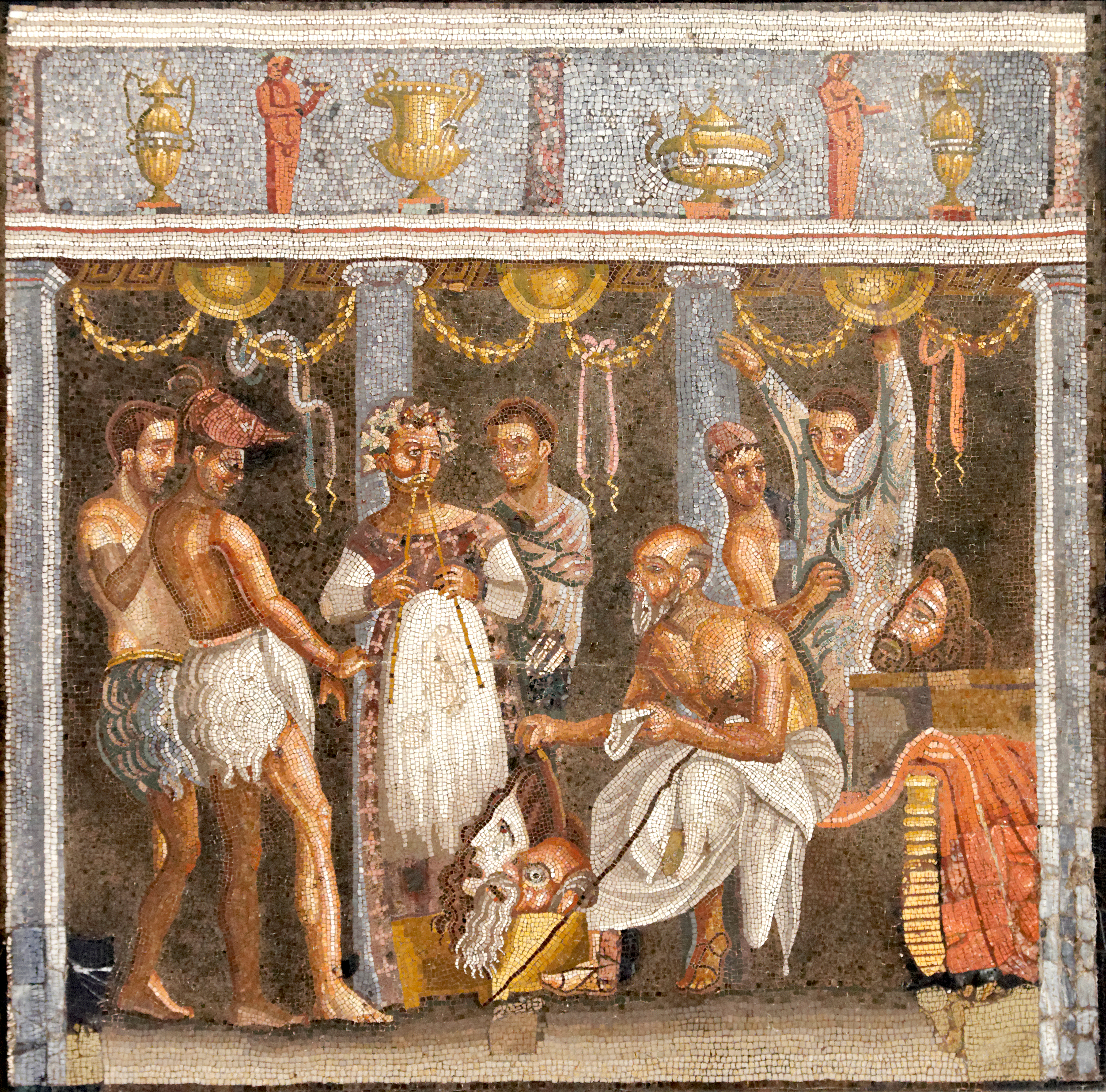
Gruppo teatrale mascherato intorno a un suonatore di aulos (mosaico dalla Casa del poeta tragico, Pompei)

Nonostante la presunta mancanza di originalità musicale da parte dei romani, a loro la musica piaceva molto e la utilizzavano in molte attività.
Scott enumera gli evidenti usi militari della tuba utilizzati per la segnalazione, così come la musica per i funerali, riunioni private, gli spettacoli sul palco e i grandi spettacoli gladiatori.
La musica veniva utilizzata anche nelle cerimonie religiose. I Romani coltivavano la musica come un segno di educazione. I concorsi musicali erano abbastanza comuni e attiravano una vasta gamma di concorrenza, tra cui Nerone stesso, che si esibì ampiamente come un dilettante e una volta si recò in Grecia per competere.
Ci sono anche numerosi riferimenti di Scott, all'enorme presenza della musica nella Roma antica, musica anche su una scala molto grande - centinaia di trombettieri e suonatori di cornamusa che suonavano insieme a giochi di massa e festival - e perfino di chitaras tenute normalmente in mano, grandi come carri.
Tra i vari generi ci sono il letterario-drammatico come i fescennini (fascinum), farse popolari nati come carmi contro il malocchio accompagnati spesso da danze, e le atellane, farse paesane improvvisate caratterizzate dalla presenza di personaggi come delle vere e proprie maschere.

## Discografia
- Synaulia, Music of Ancient Rome, Vol. I – Strumenti a fiato - Amiata Records ARNR 1396, Firenze, 1996.
- Synaulia, Music of Ancient Rome, Vol. II – Strumenti a corda - Amiata Records, ARNR 0302, Roma, 2002.
- Thaleia, Carmina Canere Music of Ancient Rome, Vol. I - Tarragona - Spagna 2012.
- Latine Cano - poesie dell'età classica musicate su ritmi moderni - Mario Camilletti - CdM, Roma, 2014.